# Poli(tereftalan etylenu)
Poli(tereftalan etylenu), PET (C10H8O4)n – termoplastyczny polimer z grupy poliestrów stosowany na dużą skalę do produkcji włókien syntetycznych i butelek do napojów bezalkoholowych. PET powstał w latach czterdziestych XX wieku w Wielkiej Brytanii.

## Otrzymywanie
Metoda 1: z tereftalanu dimetylu (proces DMT)
Pierwszą podstawową metodą przemysłową produkcji PET była polikondensacja tereftalanu dimetylu (DMT, z ang. dimethyl terephthalate) i glikolu etylenowego. Proces ten prowadzi się dwuetapowo:
1. Transestryfikacja DMT glikolem w temp. 150–200 °C do tereftalanu bis(2-hydroksyetylu) w obecności katalizatorów (najczęściej jest to cynk, wapń lub octan manganu):
C6H4(CO2CH3)2 + 2HOCH2CH2OH → C6H4(CO2CH2CH2OH)2 + 2CH3OH
2. Polikondensacja otrzymanego diestru w temp. ok. 285 °C pod zmniejszonym ciśnieniem, także w obecności katalizatora (Sb2O3 lub inne podobne tlenki amfoteryczne):
nC6H4(CO2CH2CH2OH)2 → [C(O)-C6H4-C(O)O-(CH2)2-O]n + nHOCH2CH2OH
Metoda 2: z kwasu tereftalowego (proces TA)
Na początku lat 70. XX wieku rozpoczęto konkurencyjną cenowo produkcję kwasu tereftalowego (TA, z ang. terephthalic acid) o czystości odpowiedniej do syntezy PET (proces Amoco), co umożliwiło syntezę PET z wolnego kwasu, a nie jego estru dimetylowego:

Zapis sumaryczny syntezy poli(tereftalanu etylenu) z kwasu tereftalowego i glikolu etylenowego

Proces jest także dwuetapowy, przy czym pierwszy etap – otrzymywanie tereftalanu bis(glikolowego) – prowadzi się bez katalizatora w temperaturze około 260 °C pod ciśnieniem 2,7–5,5 barów. Drugi etap jest taki sam jak w metodzie pierwszej. Metoda ta jest zazwyczaj preferowana przy budowie nowych instalacji. PET produkowany współcześnie w procesie TA ma jakość porównywalną do produktu uzyskiwanego metodą DMT, a o jego wyborze decydują przede wszystkim względy ekonomiczne: wyższa wydajność, niższe koszty składowania TA niż DMT (z powodu niższej masy cząsteczkowej), brak katalizatora w pierwszym etapie oraz wyższe masy cząsteczkowe uzyskiwanego produktu (co przekłada się na PET o lepszej jakości).
Stopiony poli(tereftalan etylenu), po gwałtownym ochłodzeniu, krzepnie w postaci szklistej, bezpostaciowej masy. Zachodzi w niej dość szybko, szczególnie w podwyższonej temperaturze (100–245 °C), proces krystalizacji i masa ta przekształca się w ciało mikrokrystaliczne o budowie niezorientowanej. Włókna lub folie z tego tworzywa rozciągane w temperaturze powyżej temperatury zeszklenia ulegają trwałej deformacji, połączonej z orientacją zarówno makrocząsteczek, jak i krystalitów, zgodnie z kierunkiem działania siły rozciągającej.

## Własności fizyczne
Wybrane własności fizyczne PET:
- średnia masa cząsteczkowa: 30–80 tysięcy Da
- temperatura zeszklenia: 70–115 °C
- temperatura mięknienia: 265 °C
- gęstość: około 1,4 g/cm³

## Zastosowanie

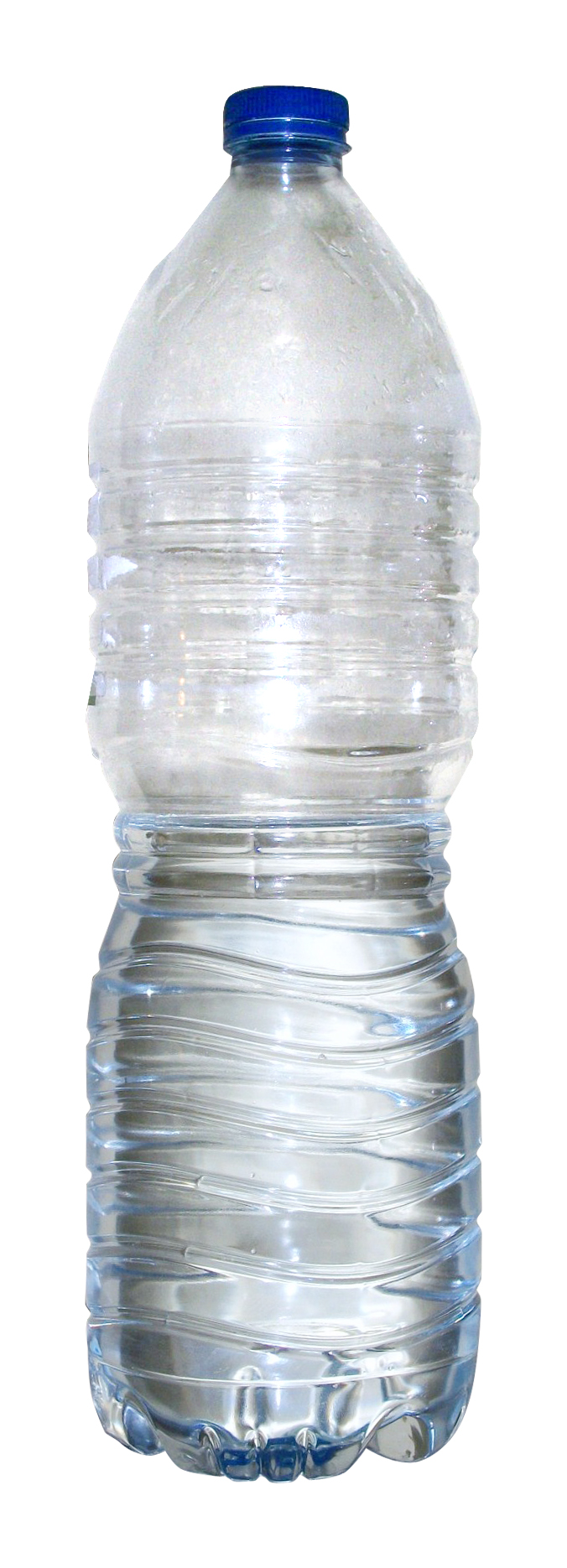
Butelka plastikowa z tworzywa PET

PET jest wykorzystywany do produkcji opakowań, w tym butelek (butelkę z PET opatentował w 1973 Nathaniel Wyeth), włókien, naczyń, niewielkich kształtek (na przykład przezroczystych klawiszy) i obudów urządzeń elektronicznych.
Z włókien wytworzonych z PET produkuje się dzianiny i tkaniny, między innymi polar, dakron i tergal (np. do produkcji żagli), liny i tym podobne.

## Bezpieczeństwo
Komentarz opublikowany w „Environmental Health Perspectives” w kwietniu 2010 sugeruje, że PET wytwarza ksenoestrogeny, nawet przy zwykłym użytkowaniu, i zaleca dalsze badania nad tą kwestią. Mechanizmy, w których mogą powstawać ksenoestrogeny, to wymywanie ftalanów oraz antymonu w związkach chemicznych lub postaci wolnej.

## Biodegradacja
Trwają poszukiwania organizmów zdolnych do biodegradacji PET. W 2016 ogłoszono znalezienie mogącej go metabolizować bakterii Ideonella sakaiensis. Wcześniej znanymi organizmami posiadającymi takie możliwości były między innymi grzyby Fusarium solani, Aspergillus oryzae, Thermomyces insolens, Thermomyces lanuginosus i bakterie Pseudomonas mendocina i Thermobifida fusca. Znaleziono u nich rozkładające PET kutynazy, lipazy i esterazy.
Badania porównawcze wykazały, że enzym PET-aza, wytwarzany przez Ideonella sakaiensis, hydrolizuje PET szybciej niż enzym pochodzący z Fusarium solani, a także niż enzymy znalezione u termofilnych promieniowców i w metagenomie uzyskanym z kompostu z liści i gałęzi.